# Republikens orden (Moldavien)

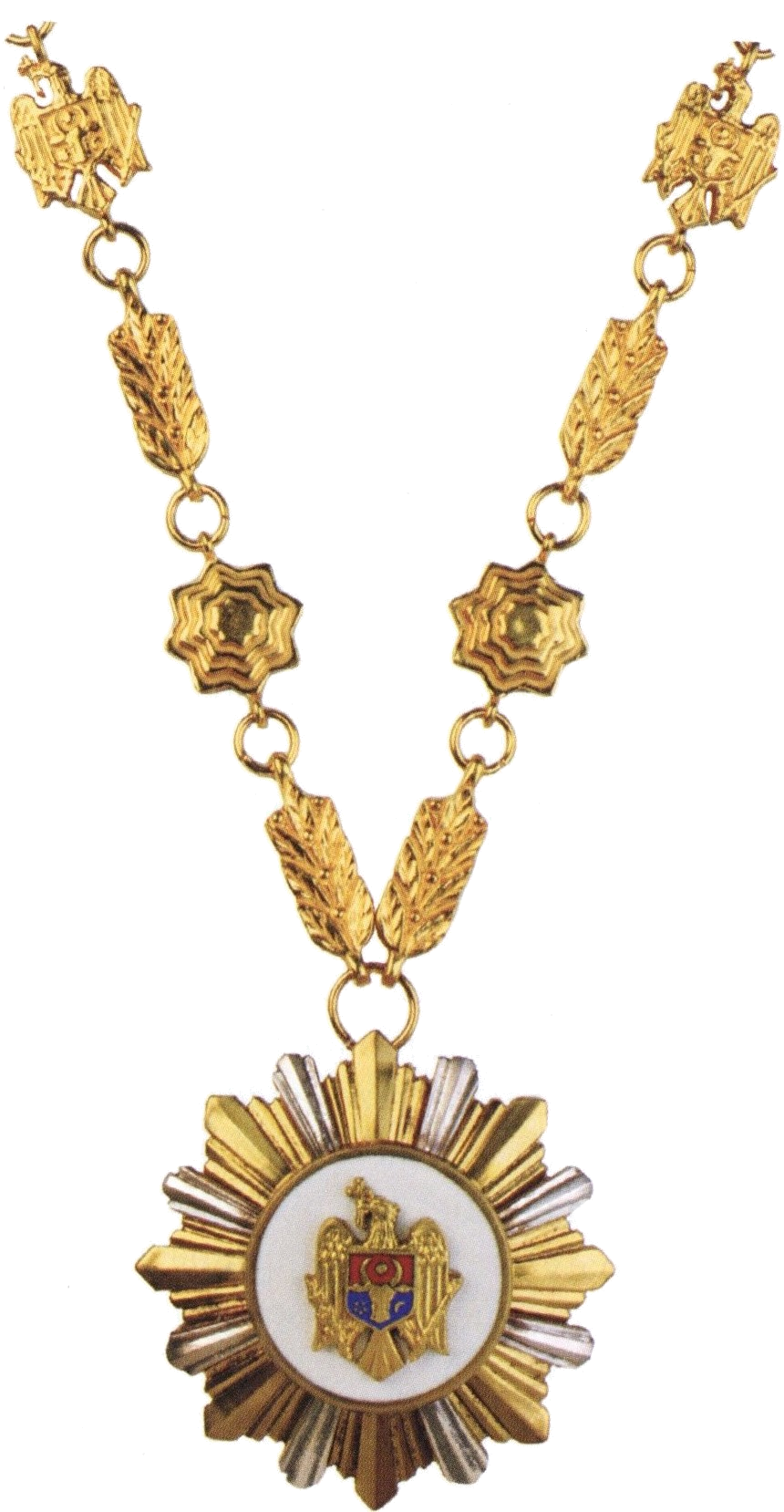
Ordens kedja

Republikens orden (rumänska: Ordinul Republicii) är en moldavisk orden och landets högsta möjliga utmärkelse som delas för exceptionella meriter för staten eller hela mänskligheten. Orden grundades den 30 juni 1992. Mottagare av orden som har pensionerat får en höjning av 500 leu till sin pension.
Landets president delar ut utmärkelsen hur han eller hon vill. Till exempel Igor Dodon delade ut utmärkelsen redan under sin första dag som president år 2016.
Orden består av en grad:
- ordens band